# محمد ظاهر عظیمی
محمد ظاهر عظیمی (انگلیسی: Mohammad Zahir Azimi؛ زادهٔ) پرسنل نظامی، و سخنگو اردوی ملی افغانستان است. وی در این منصب توسط بسم‌الله خان محمدی اندکی پس از تاسیس جمهوری اسلامی افغانستان گماشته شده است.